# Crucifix d'Urbania
Le Crucifix d'Urbania est un crucifix peint, a tempera et or sur panneau de bois, par Pietro da Rimini vers 1335-1340 : il est visible suspendu au centre du presbytère dans la  Cathédrale d'Urbania, Province de Pesaro et d'Urbino de la région  Marches. 

## Historique
Le crucifix, qui était situé en l'église des Morts, a été transféré dans le lieu actuel en 1974.

## Description
Destiné à la procession, il est conforme aux représentations monumentales du Christ en croix de l'époque, à savoir :
- Le Christ sur la croix est en position dolens (souffrant), le corps tombant, le ventre proéminent sur son perizonium, la tête penchée en avant touchant l'épaule, les côtes saillantes, les plaies sanguinolentes, les pieds superposés.
- le crucifix est à tabellone (petits panneaux à scènes sur les extrémités de la croix : La Vierge Marie à gauche, saint Jean apôtre à droite, en haut le Christ bénissant.
- Fond ouvragé à motifs dorés derrière le corps du Christ